# Болховский, Виктор Николаевич
Виктор Николаевич Болховский (род. 1959, Кемеровская область, РСФСР, СССР) — российский серийный убийца, насильник и рецидивист, совершивший 4 убийства: своей жены в 1980 году и 3 девушек и женщин в 1998—1999 годах на территории городов Кемерово и Чита. Известен под прозвищем «Маньяк-некроман». Трёх из четырёх своих жертв Болховский нашёл через газетные знакомства по объявлению.

## Биография

### Детство и юность
Виктор Болховский родился в 1959 году на территории Кемеровской области. Был третьим ребёнком в многодетной семье. Оба родителя Болховского вели законопослушный образ жизни, не имели проблем с законом и вредных привычек, отрицательно влияющих на быт, здоровье детей и благосостояние семьи в целом. Однако детство и взросление Виктора прошло с психотравмирующей ситуацией и последствиями. В 1961 году в 2-летнем возрасте Виктор Болховский упал с высоты 3 метров, получив черепно-мозговую травму и сотрясение мозга. Из-за осложнения полученной травмы уже в раннем детстве Болховский начал демонстрировать девиантное поведение. Родственники и знакомые характеризовали его в тот период как замкнутого, интровертного ребенка, страдающего повышенной импульсивностью. Будучи подростком Болховский имел проблемы с самоконтролем и, пребывая в дискомфортных ситуациях, быстро впадал в ярость, вследствие чего проявлял агрессивное поведение по отношению к окружающим. По свидетельству самого Болховского, в юности он экспериментировал с различными способами восстановления своего психического равновесия и понижения уровня внутрипсихической напряженности, но чаще всего шëл на огород и копал одну и ту же грядку. Несмотря на проблемы с психическим здоровьем, Болховский хорошо учился в школе и как ученик характеризовался педагогическим составом школы весьма положительно. После окончания 8 классов Виктор поступил в ПТУ, расположенное в посëлке Березовский Кемеровской области. В этот период родители Болховского развелись, после чего его психическое состояние ухудшилось. Он потерял интерес к учебному процессу и из-за хронических прогулов и неуспеваемости в конечном итоге был вынужден бросить учебу. В 1975 году Болховский ушëл из дома и переехал в посёлок Сосновые Родники, где проживал после развода его отец и родная тетя. Проживая в посëлке, Виктор устроился работать на местной деревообделочной фабрике и познакомился с девушкой по имени Светлана, которая была на несколько лет его старше. Через несколько месяцев после знакомства девушка забеременела от Болховского, после чего 17-летний Виктор женился на ней. В 1977 году она родила Болховскому дочь. Осенью того же года Болховского призвали на военную службу в Советскую армию, но по неизвестным причинам его комиссовали и вернули домой с областного призывного пункта через несколько дней после прохождения медицинского освидетельствования.

### Ранняя криминальная деятельность
В конце 1977 года Болховский впервые был привлечен к уголовной ответственности. Он разбил окно в доме у соседей, вставших на защиту его жены Светланы после того, как он в ходе ссоры сильно ее избил. Он был признан виновным и осужден, получив в качестве уголовного наказания 6 месяцев исправительных работ. После отбытия уголовного наказания Болховский вернулся к жене и дочери. Из-за судимости он имел проблемы с трудоустройством, вследствие чего начал злоупотреблять алкогольными напитками и вести маргинальный образ жизни.
В 1980 году Виктор Болховский совершил первое убийство. Во время очередной ссоры с женой Виктор ее избил, после чего задушил. Согласно признательным показаниям самого Болховского, во время удушения Светланы он испытал оргазм при виде умирающей на его руках жены, после чего осознал, что страдает извращëнными садистскими наклонностями. Совершив убийство, Болховский скрылся, но через 8 дней после совершения преступления сам явился в отдел милиции с повинной. Болховскому было инкримировано обвинение в совершении убийства без отягчающих обстоятельств. Он был осужден и приговорен к 9 годам и 6 месяцам лишения свободы. Отбыв в тюремном заключении около 7 лет, Виктор получил условно-досрочное освобождение и вышел на свободу. После освобождения он поселился в посëлке Октябрьский Иркутской области, где нашёл жильë и работу на ремонтно-механическом заводе. Однако спустя всего лишь 5 месяцев Болховский совершил очередное преступление.
В начале 1988 года Болховский после окончания рабочего дня сильно напился, после чего, сломав оконную раму, проник в квартиру незнакомой ему женщины, которая находилась в тот момент в квартире вместе со своим 6-летним ребенком. Оказавшись в квартире, Болховский полностью разделся и попытался совершить нападение на женщину, однако она своими криками привлекала внимание соседа-мужчины, который прибыв на помощь вытолкал голого Болховского на улицу. Через полчаса Виктор Болховский действуя по той же схеме, сломал оконную раму и проник в квартиру еще одной женщины. Оказавшись внутри квартиры, Виктор повалил женщину на пол, сорвал с нее одежду и попытался изнасиловать, но ей на помощь пришëл её брат, который также вытолкал Болховского на улицу. Через час после этого Болховский вернулся на ремонтно-механический завод, где он работал. В бытовом помещении завода он устроил погром, а также устроил драку с начальником цеха и другими работниками завода. Во время ареста Болховский оказал яростное сопротивление сотрудникам милиции, вследствие чего сотрудники правоохранительных органов были вынуждены связать его и посадить в милицейскую машину связанным.
Во время судебного процесса Болховский проявлял агрессивное поведение. Он выражался нецензурной бранью в адрес суда, потерпевших, представителей прокуратуры. В конечном итоге суд посчитал, что попытки изнасилования женщин Болховским не были в полной мере доказаны в суде, после чего он был осужден только лишь по статье 206 УК СССР и получил в качестве уголовного наказания 6 лет и 2 месяца лишения свободы с отбыванием наказания в «ИТК строгого режима» с принудительным лечением от хронического алкоголизма. Во время нахождения в местах отбытия лишения свободы Болховский каким-то образом сумел узнать адрес следовательницы по своему уголовному делу, после чего начал слать ей угрозы посредством почты, угрожая физической расправой ей и ее детям.
В 1992 году после установления факта угроз с применением тяжкого вреда здоровью Болховский был осужден и получил к своему уголовному наказанию дополнительные 6 месяцев лишения свободы. В этот период он увлекся знакомствами по переписке через газеты и познакомился сразу с двумя женщинами, одна из которых была разведена, имела детей, но являлась инвалидом, а вторая была физически здоровой женщиной, но бездетной. Выйдя в очередной раз на свободу в конце 1994 года, Болховский отправился к женщине, которая являлась физически здоровой. Первое время после освобождения Виктор работал на заводе, но вскоре уволился из-за многомесячных задержек заработной платы, после чего пытался уговорить сожительницу заняться предпринимательской деятельностью, однако она его идею не поддержала, после чего он забрал её накопленные материальные средства и попытался уехать из города, но был арестован сотрудниками милиции после того, как его сожительница обнаружила пропажу денег. На очередном судебном процессе Болховский убеждал суд в том, что он собирался заняться предпринимательской деятельностью и со временем возвратил бы заимствованные у его сожительницы деньги, однако суд признал его виновным в совершении кражи, после чего приговорил его к 3 годам тюремного заключения. После того, как Болховский был этапирован для отбытия уголовного наказания в исправительную колонию, он возобновил переписку с женщиной-инвалидом, которая стала ездить к нему в колонию на свидания и отправлять посылки. В 1997 году она и Болховский заключили брак. В этот период Болховский администрацией колонии характеризовался положительно. Он не подвергался дисциплинарным взысканиям и не вступал в конфликты с персоналом охраны и другими осужденными, благодаря чему получил условно-досрочное освобождение и вышел на свободу в мае 1998 года. После освобождения Болховский узнал, что его жена-инвалид сожительствует с другим мужчиной, после чего отправился к матери в Кемерово, где периодически проживал у нее или у родной тетки. Из-за многочисленных судимостей Болховский имел трудности с трудоустройством, вследствие чего занялся оптовой продажей самогона, но и на этом поприще он не достиг успехов, после чего совершил серию убийств.

### Серия убийств
Начиная с лета 1998 года, Болховский снова увлëкся знакомствами с женщинами по переписке. Девушек и женщин он искал через газетные рубрики «Знакомства». В своих объявлениях он изображал себя щедрым бизнесменом или несчастным мужем умирающей от рака жены. Несмотря на то, что Болховский обладал заурядной и ничем не примечательной внешностью, он пользовался успехом у девушек и женщин. После того как они откликались на объявления, он договаривался о встрече в их квартире, где вступал с ними в интимную близость, после чего или уходил, прихватив с собой ценности и деньги, или совершал убийства. Впоследствии целые подшивки газет с объявлениями Болховского составили доказательную базу обвинения и были включены в материалы уголовного дела. Виктор Болховский постоянно совершенствовался в деле составления текстов объявлений и постоянно их корректировал.

Из материалов уголовного дела:
Фактически на довольно широкую ногу он поставил /возобновил/ знакомства через местные газеты с одинокими женщинами, выдавая себя за коммерсанта, окончившего то геологический институт, то техникум, то институт культуры, то объявляя себя работником ФСБ. В своëм поведении в тот период, когда совершал убийства, он производил у тетки впечатление человека скрытного, нервного. Другие его характеризуют как человека умного, изворотливого, скользкого. Связями с женщинами он был весьма увлечëн, письма от них получал в нескольких почтовых отделениях и по нескольким документам, классифицировал их и выбирал «нужные».
4 ноября 1998 года в городе Кемерово Болховский совершил убийство. Жертвой стала 27-летняя студентка технологического института по имени Ольга, которая работала на дому, принимая заказы на пошив одежды. Девушка откликнулась на объявление Болховского, которое он опубликовал в местной газете в рубрике «С тобой». Во время разговора с Ольгой Виктор выставил себя в качестве предпринимателя и предложил ей заняться совместным бизнесом. Болховский убедил девушку встретиться с ней у неё в квартире для обсуждения деталей совместной работы. 4 ноября Болховский объявил матери и двоюродной тетке о предстоящей в 12 часов дня встрече, после чего ушëл к Ольге, где задушил её в её квартире. Из квартиры убитой он забрал золотые украшения и магнитолу «Шарп». Мать погибшей сама занялась поисками убийцы. Она установила, что её дочь испытывала желание познакомиться с мужчиной по объявлению, после чего обошла все редакции газет. В ходе собственного расследования она установила на основании сравнения почерков, что один и тот же мужчина под разными именами, но под идентичным почерком подал несколько объявлений о знакомстве в разные газеты. Мать Ольги вскоре нашла одну из девушек, которая утверждала, что встретилась с Болховским вечером 4 ноября 1998 года. Она рассказала, что не повела его к себе домой и отказала ему в физической близости, так как у него был синяк под глазом и царапины на лице. Так как Болховский представился этой девушке своим настоящим именем, его фамилия вскоре стала известна правоохранительным органам, и он был объявлен в федеральный розыск. Узнав об этом, Болховский покинул Кемерово и переехал в Читу. Второе убийство он совершил в конце мая 1999 года. Его жертвой стала молодая девушка по имени Галина. Ее труп нашли ее родители 31 мая того же года в её квартире на улице Ленина. В ходе расследования было установлено, что незадолго до гибели она познакомилась с мужчиной по объявлению в газете. После совершения убийства, Болховский наполнил в её квартире ванную водой и поместил туда чашки, блюдца и предметы бижутерии. Впоследствии он заявил, что таким образом хотел смыть с этих предметов свои отпечатки пальцев.

10 ноября 1999 года Виктор Болховский ограбил квартиру своей новой знакомой по переписке — 42-летней преподавательницы лицея Елены. Из показаний жертвы ограбления:
Мое знакомство с Болховским началось через газету «Ваша реклама». Моя подруга от моего имени написала письмо одному из мужчин, опубликовавшему своё объявление в газете о желании познакомиться. Это было 9 ноября 1999 года. А 10 числа мне домой позвонил мужчина и сказал, что получил от меня письмо. Представился он Дмитрием.
Болховский представился Елене режиссëром Читинской телерадиокомпании и убедил её в том, что жена больна раком, и у него долгое время не было отношений с женщиной, после чего предложил ей интимную близость в обмен на заботу, покровительство и материальную поддержку. Елена приняла предложение Виктора и пригласила его к себе домой. После того как между ними произошла интимная близость, Болховский не стал убивать женщину. Дождавшись пока Елена ушла в душ, он обыскал мебель в квартире, нашёл шкатулку с драгоценностями и покинул квартиру, заявив Елене, что вернëтся после того, как совершит в магазине покупку фруктов. Украденные драгоценности он тут же сдал в ломбард, а вырученные деньги потратил на большое количество алкогольных напитков, обеды в ресторанах и поездки на такси. Будучи в состоянии алкогольного опьянения, Болховский на такси подъехал вечером 11 ноября 1999 года к дому, где жила его новая знакомая по имени Зинаида со своей 14-летней дочкой Екатериной. Во время знакомства с женщиной Болховский снова представился ей как предприниматель, который занимается заготовкой леса, не курит и не употребляет спиртное. Во время прихода Болховского в квартиру Зинаиды за её дочерью Катей зашла подруга, и девочки ушли к ней в квартиру, которая располагалась двумя этажами выше. Так как Болховский был в состоянии алкогольного опьянения, между ним и Зинаидой сразу же произошла ссора, в ходе которой Болховский потерял самообладание и совершил на нее нападение.

Из протокола допроса Виктора Болховского:
Увидев меня в таком состоянии, она всплакнула от обиды и разразилась претензиями. И если бы она вела себя более предусмотрительно, я бы мог через некоторое время под каким-либо предлогом уйти, как уходил в подобных случаях от других. Но она свои эмоции выплеснула. В ответ на это не сдержался и по-своему выплеснул свои эмоции и я.
В ходе нападения Зинаида оказала Болховскому ожесточенное сопротивление, в ходе которого он сильно ее избил, нанеся ей множественные травмы, от осложнений которых она скончалась. Через несколько минут после смерти Зинаиды, в квартиру вернулась ее дочь Катя, которую Болховский под угрозой убийства, в течение следующих нескольких часов подверг сексуальному насилию и различным издевательствам. Впоследствии это стало отдельным эпизодом для исследования комиссии психиатров.

Из показаний Катерины в судебном заседании:
Спустя 30 минут я открыла дверь своим ключом и услышала странные хрипы. Из маминой комнаты выскочил Дмитрий Иванович и, схватив меня за руку, стал удерживать. Я стала звать маму на помощь. Мужчина схватил меня за горло и, придушив руками, сказал: «Я профессиональный маньяк. Если ты будешь кричать, я тебя убью!». Я испугалась и замолчала. Мужчина взял меня за руку и завел в комнату к маме. Она лежала на кровати и не шевелилась. Он повалил меня на маму и стал обнимать и целовать. Я поняла, что он хочет меня изнасиловать. Я попросила не трогать меня, но он заставил меня снять одежду. Потом потребовал, чтобы я пожарила ему яичницу на кухне, съев которую он повел меня в спальню. Он спросил меня: не боюсь ли я смерти? Затем он связал мне скотчем руки, а маме, которая уже не подавала признаков жизни, руки и ноги. А потом я стала выполнять его требования: сексуального характера и другие. Я очень боялась его угроз. Он заставил меня собрать все золотые украшения и другие ценные вещи. Потом потребовал, чтобы я надела красивые колготки и стала показывать ему стриптиз. В одном из шкафов Дмитрий Иванович нашёл две бутылки шампанского и бокалы и потребовал, чтобы я с ним выпила. Я пила с ним наравне, но из-за шокового состояния не пьянела… На протяжении нескольких часов он делал со мной все, что хотел. А через некоторое время его разморило от шампанского, он уснул. Я тихо встала с кровати и, подойдя к входной двери, открыла её. Голая, со связанными скотчем руками я выбежала на лестничную площадку и стала стучаться к соседке. Она запустила меня к себе, и я рассказала ей, что мама убита, а я кое-как вырвалась из рук преступника. Мы боялись выйти на лестничную площадку. Я по пожарной лестнице спустилась к соседям, проживающим этажом ниже. Оттуда мы вызвали милицию.

### Арест, следствие и суд
Виктор Болховский был арестован рано утром 12 ноября 1999 года в квартире своей жертвы Зинаиды. Во время ареста он спал, был совершенно голым и находился в состоянии сильного алкогольного опьянения. После ареста он признался в совершении трех убийств, но впоследствии свои показания на следствии много раз менял. Мотивом совершения убийств по свидетельству самого Болховского было желание самоутвердиться.

Из протокола допроса Болховского: 
Я хотел продолжить самоутверждение в познании природы женщин.
По ходатайству его адвоката в 2000 году он был этапирован в Москву, где в Государственном национальном центре социальной и судебной психиатрии имени Сербского была проведена судебно-медицинская экспертиза для установления степени его вменяемости. По результатам экспертизы он был признан вменяемым, но у него была диагностирована парафилия, достигшая степени некросадизма. На основании заключения экспертизы в начале 2001 года Виктор Болховский был признан виновным по всем инкриминируемым ему деяниям, после чего 7 февраля 2001 года Читинский областной суд приговорил его к пожизненному лишению свободы.

### В заключении
После осуждения Болховский был этапирован для отбытия наказания в исправительную колонию № 6 Управления Федеральной службы исполнения наказаний по Оренбургской области, более известную как «Черный дельфин». Во время отбытия тюремного заключения Болховский увлекся изучением уголовно-процессуального кодекса и в разные годы подал против администрации исправительной колонии и прокуратуры Забайкальского края несколько абсурдных исков. Так 3 июня 2022 года Центральный районный суд Читы рассмотрел иск Болховского к прокуратуре Забайкальского края «об истребовании имущества из чужого незаконного владения». Болховский утверждал, что после убийства в 1998 году он не совершал из квартиры жертвы кражу магнитолы «Шарп». Аппаратура была изъята у Болховского в его апартаментах после его ареста. На этом основании Болховский требовал суд вернуть магнитолу ему. Однако Центральный районный суд Читы отклонил иск, так как Болховский не предоставил доказательств, подтверждающих его право собственности на изъятую в ходе расследования уголовного дела магнитолу. При этом суд согласился с мнением представителя прокуратуры Забайкальского края о том, что использование в материалах уголовного дела различных наименований похищенного у убитой устройства для записи и воспроизведения звуков, таких как «магнитола», «магнитофон» или «автомагнитола», само по себе не свидетельствует о незаконности действий следователя, поскольку данное устройство было опознано сестрой убитой женщины по номеру модели, который указан в сохранившемся техническом паспорте, дизайну и особенности в виде неработающего режима записи звука. По состоянию на 2024 год, 65-летний Болховский был жив.